# Stictoptera obliquitaenia
Stictoptera obliquitaenia là một loài bướm đêm trong họ Noctuidae.